# Мег Уррі
Клаудія Меган «Мег» Уррі — американський астрофізик, яка в 2015—2016 роках була президентом Американського астрономічного товариства, а перед тим — головою кафедри фізики в Єльському університеті (2007—2013 рр.). Вона відрізняється не тільки її внеском у астрономію та астрофізику, включаючи роботу над чорними дірами, але й своїми поглядами щодо сексизму та гендерної рівності в астрономії та науці загалом.

## Дитинство та освіта
Дитинство Мег пройшло в штатах Індіана і Массачусетс, потім вона навчалася в коледжі університету Тафтса, спеціалізуючись на математиці, музиці та фізиці, і закінчила його у 1977 році.
Уррі отримала ступінь магістра (1979 р.) і доктора наук (1984 р.) з фізики в університеті Джонса Гопкінса, де її наставником був Арт Девідсен. Для написання своєї дисертації вона вивчала блазари в центрі космічних польотів ім. Годдарда з Річардом Мушоцьким. Потім Мег  працювала постдокторантом у Центрі космічних досліджень Массачусетського технологічного інституту, з Клодом Канісаресом. 2001 року Уррі почала працювати на факультеті Єльського університету, тоді як єдина жінка на кафедрі, і стала її головою 2007 року.

## Кар'єра
Мег Уррі займає активну суспільну позицію у вирішенні гендерної нерівності в астрономії та науці загалом, провівши понад 60 диспутів на цю тему, у тому числі й на щорічних конференціях для студентів-фізиків (CUWiP). З Лаурою Денлі Уррі спільно організувала першу зустріч жінок-астрономів.
Уррі вивчає надмасивні чорні діри, відомі як активні ядра галактик, і зв'язок нормальних галактик з активними.

## Нагороди та відзнаки
- 1976, 1977 Премія Н. Хоббса з фізики від університету Тафтса
- 1976 Фі Бета Каппа
- 1990 Премія імені Енні Джамп Кеннон в галузі астрономії
- 1999 Американський співробітник фізичного товариства
- 2006 Американський науковий співробітник
- 2007 Академія наук та інженерії Коннектикуту
- 2008 Американська академія наук і мистецтв
- 2012 Премія Джорджа Ван Б'єсброка
- 2016 Член Національної академії наук США[11]

## Подальше читання
- Мег Уррі, «Дівчата і майбутнє науки» [Архівовано 3 березня 2016 у Wayback Machine.], Huffington Post, 19 липня 2011 року.